# Eleginus
Eleginus – rodzaj ryb z rodziny dorszowatych (Gadidae).

## Występowanie
Ocean Arktyczny i północny Ocean Spokojny.

## Klasyfikacja
Gatunki zaliczane do tego rodzaju:
- Eleginus gracilis – wachnia[3], nawaga pacyficzna[4]
- Eleginus nawaga – nawaga europejska[3], nawaga[4]

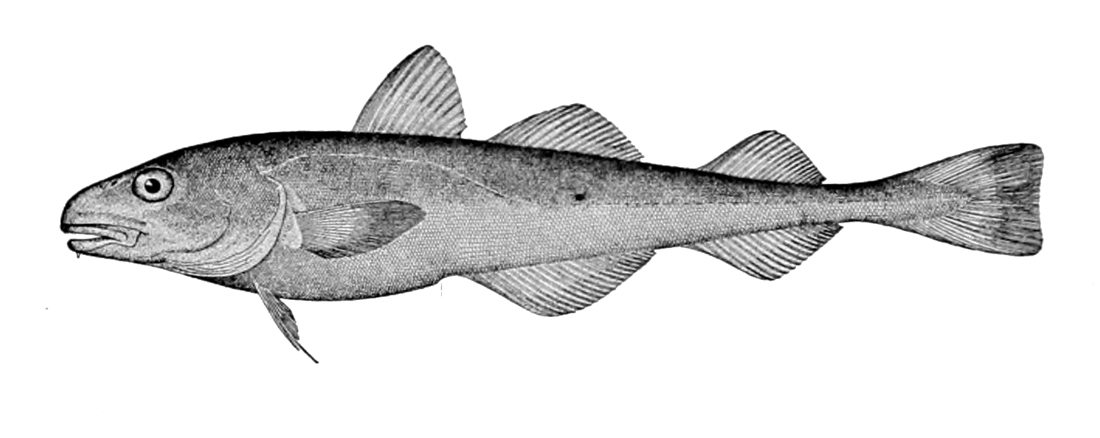
Eleginus nawaga